# Удаянадева
Удаянадева (д/н — 1338) — володар Кашміру з династії Лохар в 1323—1338 роках.

## Життєпис
Син магараджи Сімхадеви. Заправління брата Сухадеви мав володіння в регіоні Сват. 1323 року після повалення султана Садр ад-Дін Шаха за підтримки знаті одружився з удовою останнього — Котадевою. Доволі швидко виявив некомпетентість і відсутність державного хисту. Тому фактичною правителькою стала його дружина.
У 1325 році внаслідок нового вторгнення Нікудерійської орди втік до Ладакху. Про подальшу діяльність відомостей обмаль. Помер близько 1338 року.